# The Decorator
The Decorator er en amerikansk stumfilm fra 1920 af Jess Robbins.

## Medvirkende
- Jimmy Aubrey som Jimmy
- Oliver Hardy som Babe
- Kathleen Myers
- Jack Lloyd
- Evelyn Nelson